# Paul de Vivie

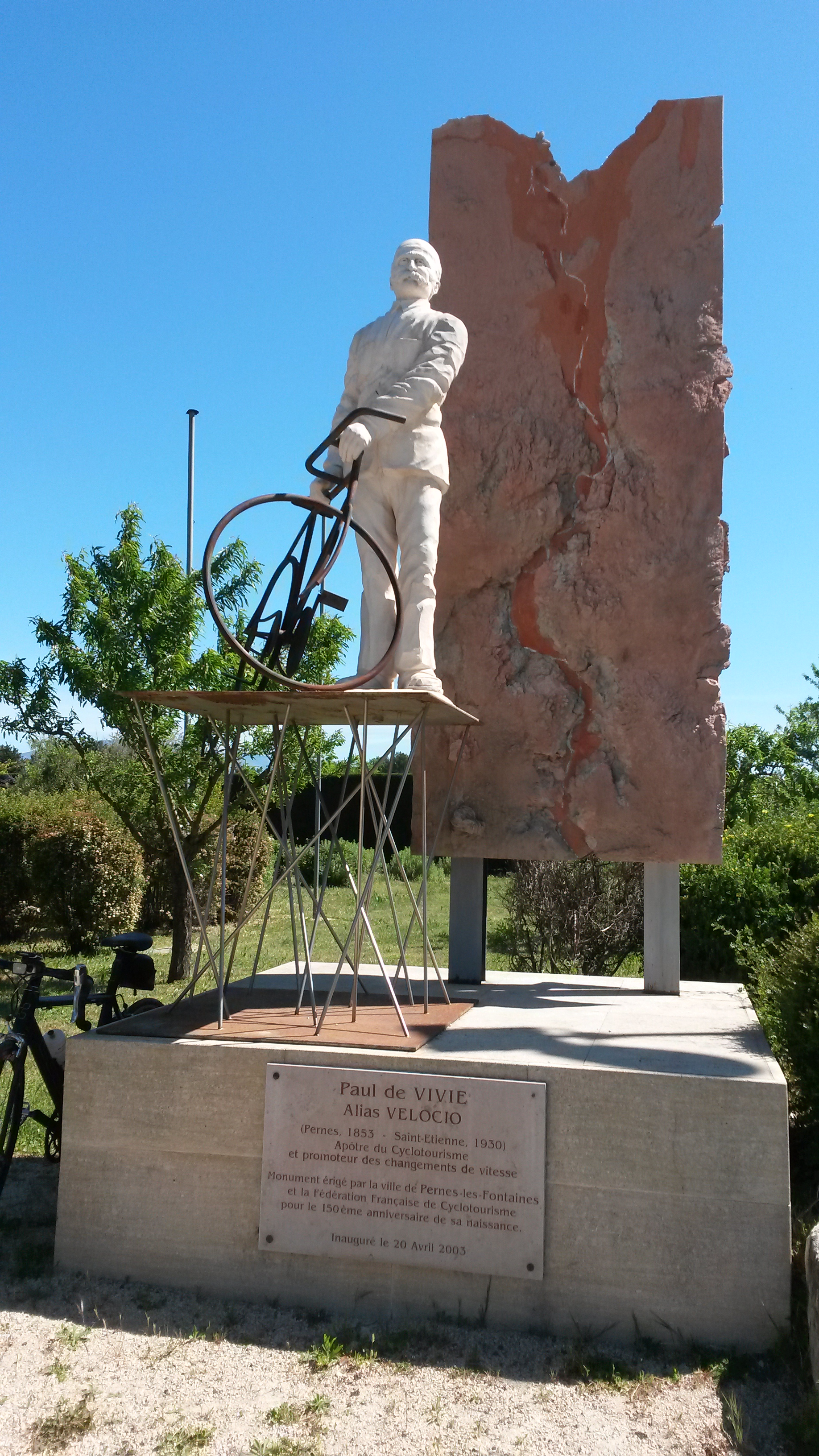
Denkmal für Paul de Vivie in Pernes-Les-Fontaines im Vaucluse in Südfrankreich

Paul de Vivie (* 29. April 1853 in Pernes-les-Fontaines; † 4. März 1930 in Saint-Étienne), genannt Vélocio, war der Herausgeber der Fahrradzeitschrift Le Cycliste und ein Pionier des Fahrradtourismus und Langstreckenradfahrens.

## Leben
Paul de Vivie wurde in der Stadt Pernes-les-Fontaines im Département Vaucluse geboren. Sein Vater Edmond de Vivie stammt aus einer alten Adelsfamilie aus der Gascogne und war Postmeister; seine Mutter Marthe Roman stammt aus Arles.
Er lebte in Tarascon und Meyzieu und besuchte die Sekundarstufe in Lachassagne bei Lyon bis 1870. Anschließend arbeitete er als Kaufmann in einer Seidenfabrik; dort wurde ihm schließlich die Chance gegeben, in Saint-Étienne eine Filiale zu eröffnen, wo er 1876 auch heiratete.
Im Jahr 1881 saß er zum ersten Mal auf einem Fahrrad; er wurde daraufhin Schriftführer des Club des cyclistes stéphanois und organisierte am 9. Juli 1882 das erste Fahrradrennen der Region. Da ihn der Seidenhandel öfters nach England führte, konnte er die hohe Qualität der dort hergestellten Fahrräder kennenlernen. Daraufhin gründete er 1882 die Fahrradmanufaktur La Gauloise und 1886 die Agence Générale Vélocipédique. Außerdem gründete er 1887 die Zeitschrift Le cycliste Forézien, die 1888 umbenannt wurde in Le Cycliste. Seine Artikel in dieser Zeitschrift unterschrieb er dabei mit dem Namen Vélocio.
Im Jahr 1889 setzte er sich für die Gründung des Touring Club de France ein, nach dem Vorbild des britischen Cyclists' Touring Club. Dieser Verein zählte 1890 bereits mehr als 500 Mitglieder. Er unternahm auch selber zahlreiche weite Radreisen und gilt als Erfinder des Begriffs cyclotourisme (= Fahrradtourismus).
Neben dem Radfahren interessierte sich de Vivie auch für Esperanto, als Sprache für die Verständigung bei Radreisen ins Ausland. Außerdem war er Vegetarier und demonstrierte seinen Mitmenschen, dass man mit solch einer Ernährung kraftvoll Rad fahren und gesund leben kann.
Am 27. Februar 1930 kollidierte er in Saint-Étienne mit einer Straßenbahn, fiel ins Koma und starb schließlich am 4. März an seinen schweren Kopfverletzungen. Sein Grab befindet sich am Friedhof von Loyasse in Lyon.
Auf dem Col de la République (Nationalstraße 82, 17 Kilometer von Saint-Étienne entfernt) ist ihm ein Denkmal gewidmet; dieses ist außerdem der Zielpunkt der Montée chronométrée du Col de la République, einer jährlichen Wettfahrt, die in Saint-Étienne am Kreisverkehr Rond-Point Vélocio beginnt.

## Erfindung der Gangschaltung
Als Paul de Vivie 1889 den Col de la République hinaufradelte, wurde er von einem Leser seiner Zeitschrift überholt – während dieser eine Pfeife rauchte. Das ärgerte ihn; mit einer geringeren Übersetzung hätte er zwar schneller bergauf radeln können, wäre aber auf der Ebene langsamer. Daraufhin befestigte er zwei Kettenblätter an der Tretkurbel, um beide Möglichkeiten zu haben. 1906 fügte er dann noch zusätzliche Ritzel am Hinterrad hinzu und erfand den Umwerfer, um die Übersetzung während der Fahrt verändern zu können. Er patentierte seine Erfindung jedoch nicht, so dass er kaum einen finanziellen Gewinn daraus ziehen konnte.
Andere Radfahrer waren offenbar nicht immer begeistert von der Gangschaltung; beispielsweise schrieb Henri Desgrange, der Organisator der Tour de France, in der Zeitschrift L’Auto, eine Gangschaltung würde nur für Invalide und Frauen taugen. De Vivie ließ sich jedoch nicht abbringen und radelte jeden Morgen auf den Col de la République, um Radfahrer ohne Schaltung abzuhängen.
Einige seiner Konstruktionen kann man heute im Musée d'art et d'industrie de Saint-Étienne ansehen.

## Sieben Gebote des Langstreckenradfahrens
De Vivie demonstrierte, dass man sehr lange Etappen mit dem Fahrrad fahren kann (er fuhr bis zu 40 Stunden am Stück), und fasste seine Erfahrungen in folgenden Grundsätzen zusammen:
1. Seltene und kurze Pausen, damit der Puls nicht einbricht.
2. Leichte und häufige Mahlzeiten; essen, bevor man Hunger hat, und trinken, bevor man Durst hat.
3. Nie bis zur völligen Erschöpfung gehen, die sich durch Appetit- und Schlaflosigkeit ausdrückt.
4. Sich warm anziehen, bevor man friert, sich ausziehen, bevor man schwitzt, und keine Scheu haben, seine Haut der Sonne, der Luft und dem Regen auszusetzen.
5. Zumindest unterwegs auf Wein, Fleisch und Tabak verzichten.
6. Nichts erzwingen, innerhalb seiner Möglichkeiten bleiben; speziell in den ersten Stunden wird man leicht dazu verleitet, sich zu verausgaben, weil man sich topfit fühlt.
7. Nie aus Angeberei fahren.